# Jean-Jacques Burlamaqui
Jean-Jacques Burlamaqui (Genebra, 24 de junho de 1694 — Genebra, 3 de abril de 1748) foi um jurista, publicista e escritor, autor de obras que tiveram grande influência na filosofia do Direito nos países católicos do sul da Europa. Dedicou-se ao estudo da teoria do Direito e às bases da ciência política, contribuindo, através das suas obras de carácter didáctico, para a difusão nos meios académicos e entre os juristas das gerações seguintes das ideias de diversos pensadores ligados à corrente jusnaturalista do pensamento filosófico.

## Biografia

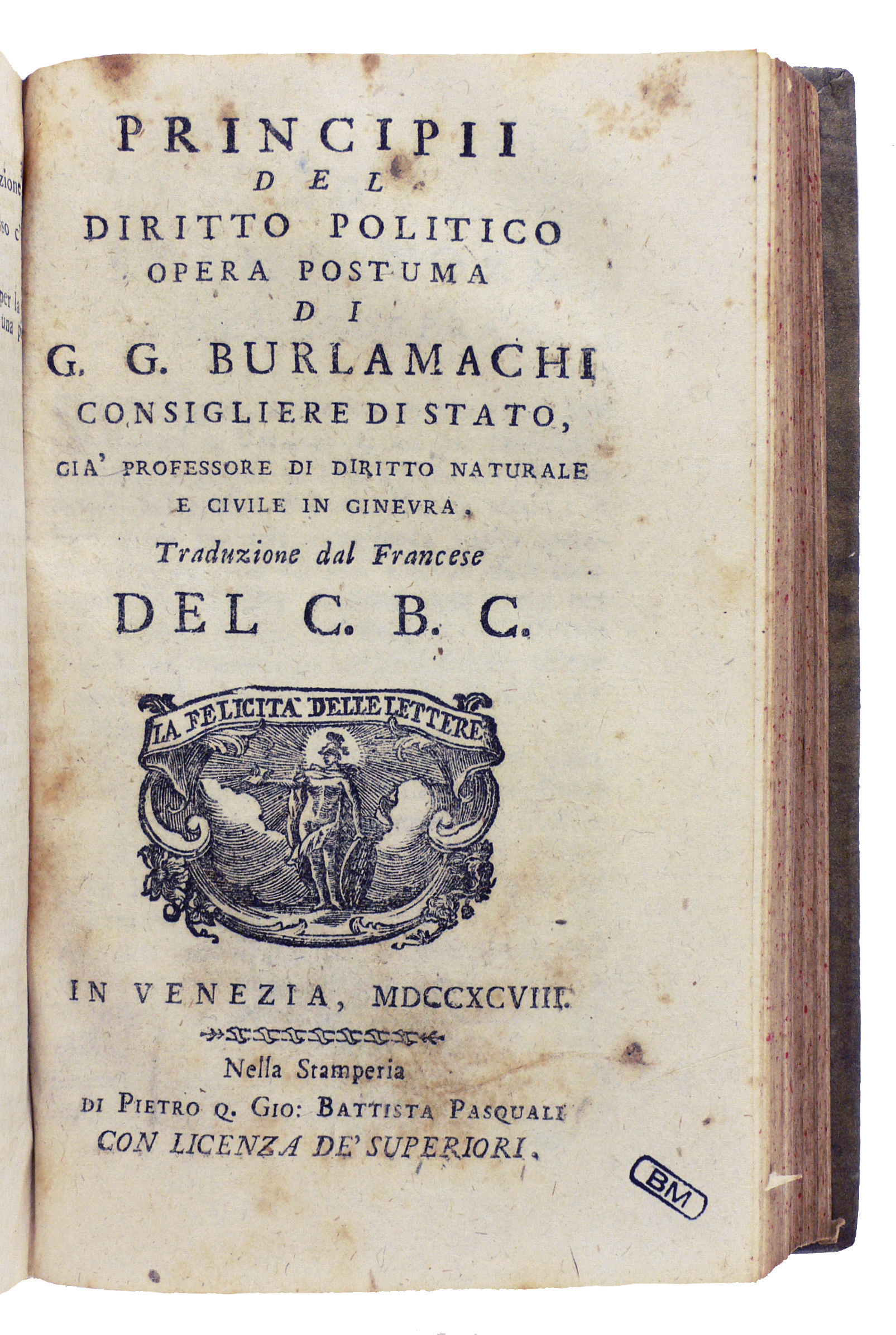
Principii del diritto politico, 1798 (Milano, Fondazione Mansutti).

Nascido em Genebra, mas originário de uma família com raízes em Lucca os Burlamacchi que se refugiada em Genebra por razões religiosas. Depois de estudar Direito em Genebra, com apenas 25 anos de idade foi nomeado professor honorário de ética e direito natural na Universidade de Genebra. Antes de iniciar as suas funções viajou pela França, Holanda e Inglaterra, onde contactou com os mais eminentes juristas e pensadores do período.
Após o seu périplo, em 1723 iniciou as suas lições, ganhando rapidamente a consideração dos meios jurídicos e académicos pela simplicidade e precisão das suas ideias e da sua exposição. Leccionou durante cerca de quinze anos, até 1740, ano em que foi obrigado a abandonar o ensino devido a problemas de saúde.
Em 1721 foi eleito para o Conselho de Estado da cidade de Genebra, o Conselho dos Duzentos, cargo que manteve até falecer, e no qual ficou conhecido pela sua sagacidade prática e os seus conhecimentos teóricos, o que lhe valeu uma reputação de grande competência e seriedade na sua acção política.
As suas principais obras foram Principes du droit naturel (1747) e Principes du droit politique (1751), mas também foi autor, entre outros trabalhos menores, das seguintes publicações:
- Principes du droit politique (1751),
- Principes du droit naturel et politique (1763), um volume reunindo as suas primeiras obras,
- Principes du droit de la nature et des gens,
- Suite du droit de la nature (1766).

A sua obra completa foi reeditada em 1820, na cidade de Paris, por André-Marie-Jean-Jacques Dupin, em 5 volumes in-8, e depois por Toussaint-Ange Cotelle, num único volume compacto (1828). Estas obras foram depois objecto de múltiplas edições em diversos países do sul da Europa, tendo sido frequentemente usadas como manuais para o ensino do Direito.
O estilo expositivo de Burlamaqui é simples e claro, com um bom arranjo dos temas. Os princípios fundamentais do seu pensamento podem ser descritos como pertencendo ao utilitarismo racional, sendo em boa parte uma súmula raciocinada de teóricos da mesma linha de pensamento, particularmente de Richard Cumberland e Hugo Grotius, prolongando as ideias de Samuel von Pufendorf (1632-1694), o primeiro teórico moderno do direito natural.

## Publicações
- Prinzipien des Naturrechts (Principes du droit naturel), 1747
- Prinzipien des politischen Rechts (Principes du droit politique), 1751
- Prinzipien des Natur- und politischen Rechts (Principes du droit naturel et politique), 1763, inclui as duas primeiras obras
- Prinzipien der Natur- und Menschenrechte (Principes du droit de la nature et des gens: suite du droit de la nature, qui n'avait point encore paru). Fortunato Bartolomeo de Felice (1723-1789, ed.) Verlag Yverdon 1766–1768, 8 volumes. Edições Dupin, Paris 1820, 5 volumes. Reimpressão Nabu Press, 2011, ISBN 978-1-174-52811-8